# Glendalough
Glendalough (valle de los dos lagos) es un conjunto monacal situado en el condado de Wicklow en Irlanda.
El conjunto monasterial fue creado por San Kevin en el siglo VI continuando su labor monástica hasta la disolución de los monasterios en 1539.
La mayoría de los edificios fueron construidos entre los siglos VIII y XII siendo restaurados en el siglo XIX. El monasterio se convirtió en un importante centro de peregrinación tras la muerte del santo. El complejo sufrió varios ataques vikingos pero el peor saqueo se sufrió en 1398 cuando la mayoría de los edificios fueron destruidos por parte de los ingleses.

## Lago inferior
En el lago inferior se sitúan la mayoría de los edificios que se conservan, así aquí podemos encontrar:
- Casa del portero: Es un doble arco que ejerce de entrada al conjunto.
- Torre: Es una torre cilíndrica de treinta y tres metros de altura.
- Catedral: Edificada en el siglo XII es el edificio más grande que se conserva.
- Casa de los curas: Situada en el centro del atrio era el lugar de enterramiento de los sacerdotes locales.
- St Kevin´s Kitchen: Pequeño oratorio con un campanario circular fundado en el siglo XI.
- Iglesia de St Mary: Restos de una iglesia con restos de esculturas de origen románico, es uno de los edificios más antiguos del complejo.

## Lago superior
En esta zona el número de edificios son menores sin embargo son los más antiguos y los relacionados con la vida del santo.
- Iglesia Reefert: Es un edificio románico. Se cree que su nombre proviene de Righ Fearta (cementerio de reyes).
- St. Kevin´s Cell: Edificio en ruinas que fue la casa del santo.
- St. Kevin´s Bed: Es una pequeña cueva en la que se cree que el santo se retiraba a meditar.
- Teampall-na-Skelling: Iglesia construida sobre otra anterior fundada por san Kevin.

## Galería

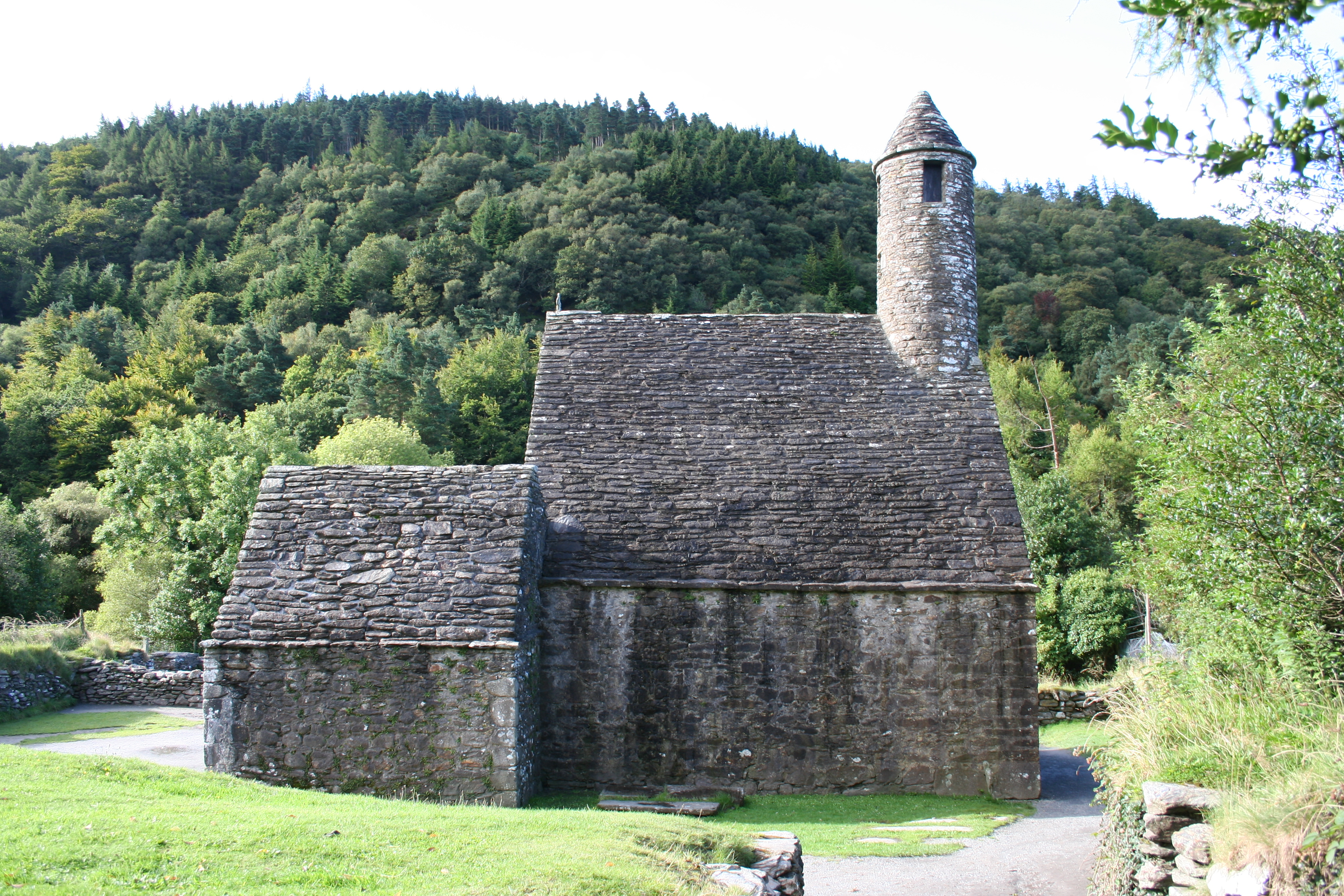
St Kevin´s Kitchen
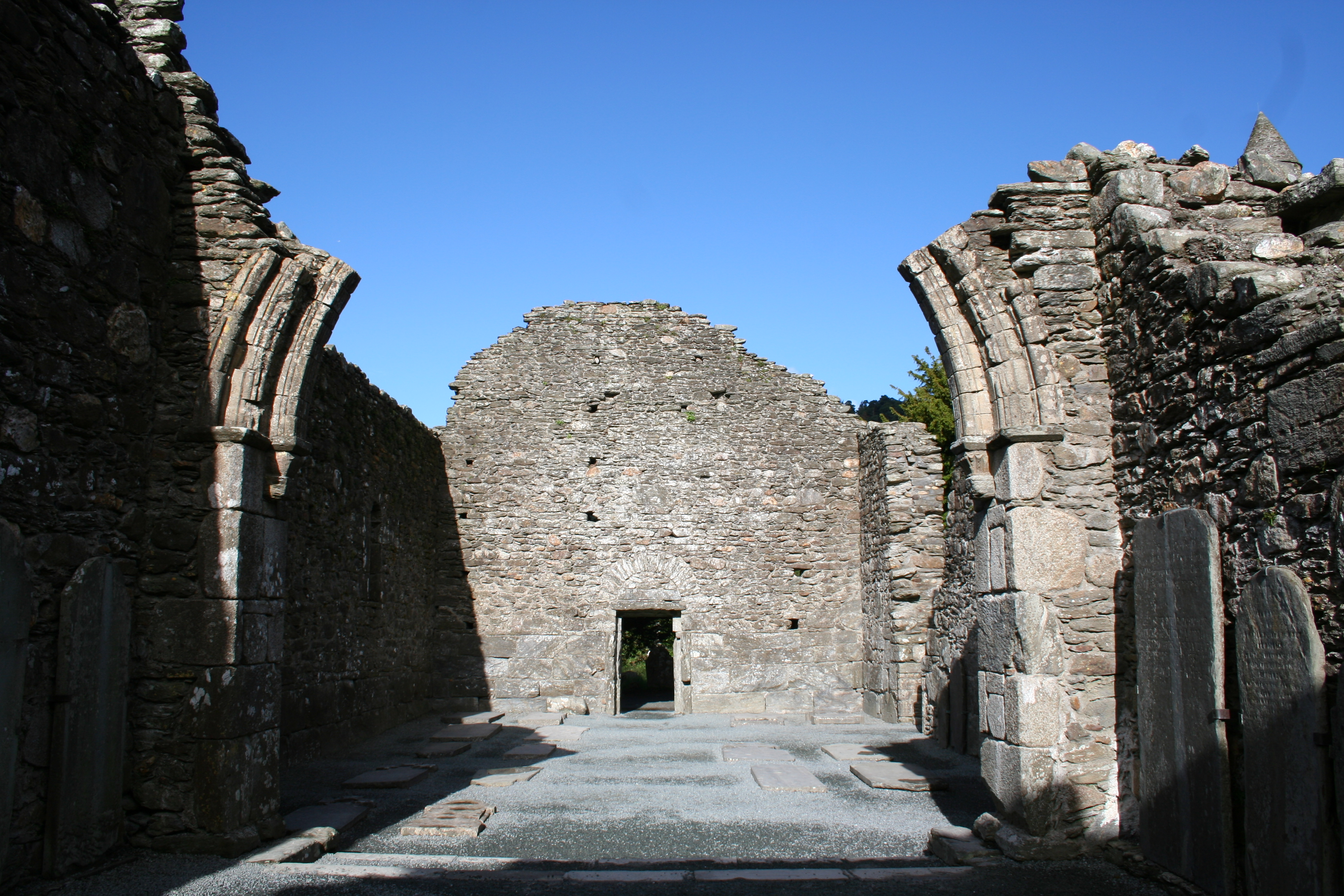
Catedral
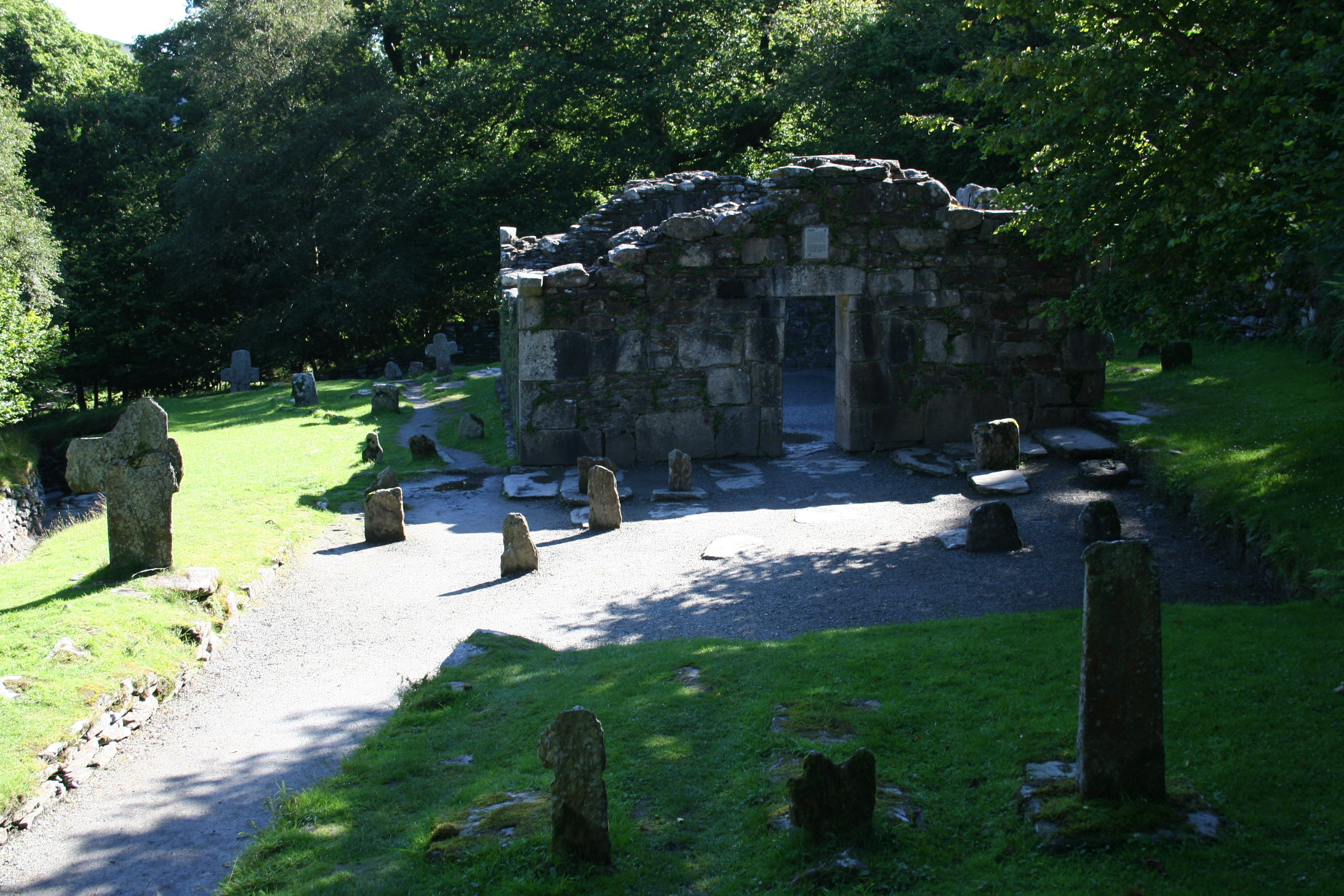
Iglesia Reefert
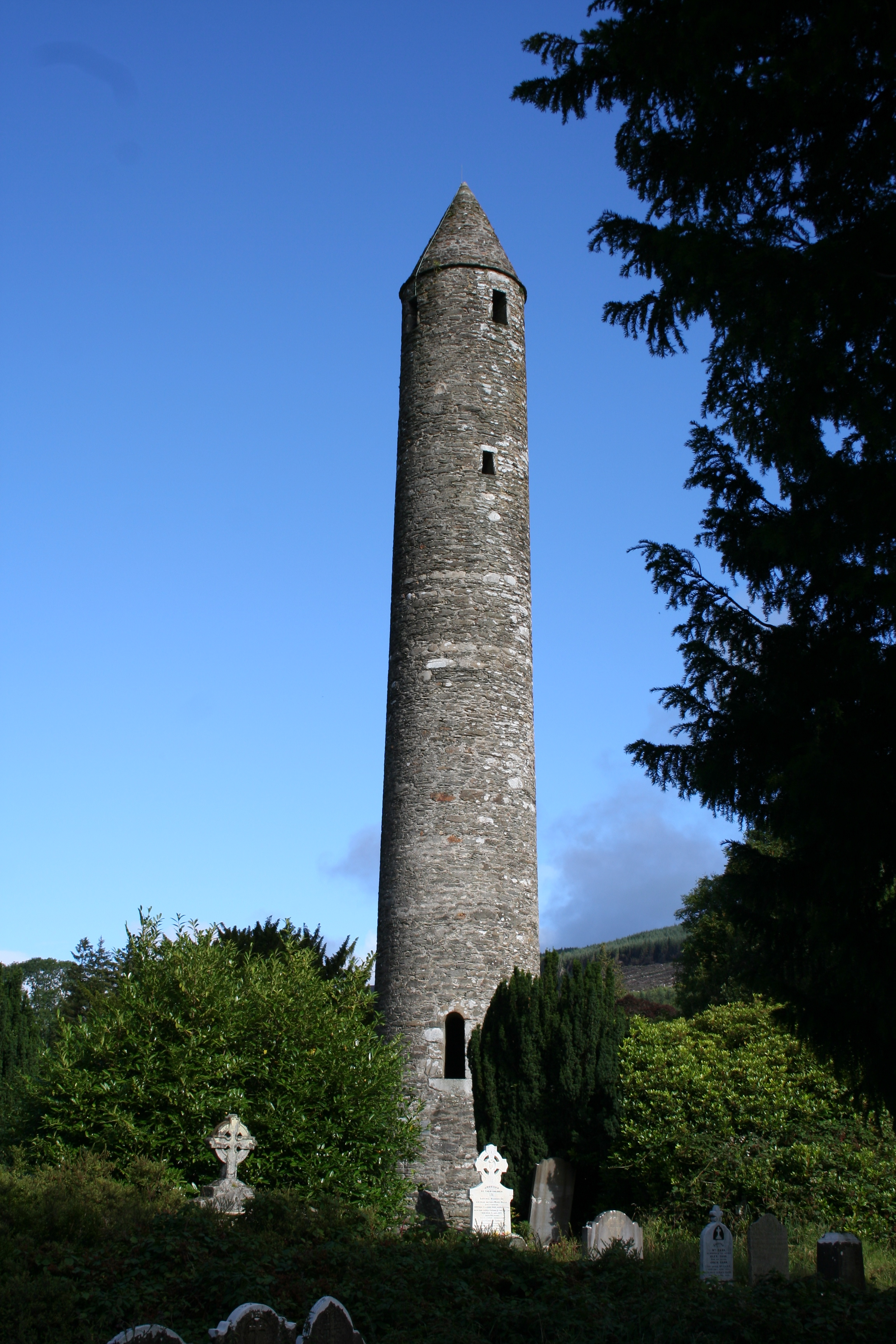
Torre
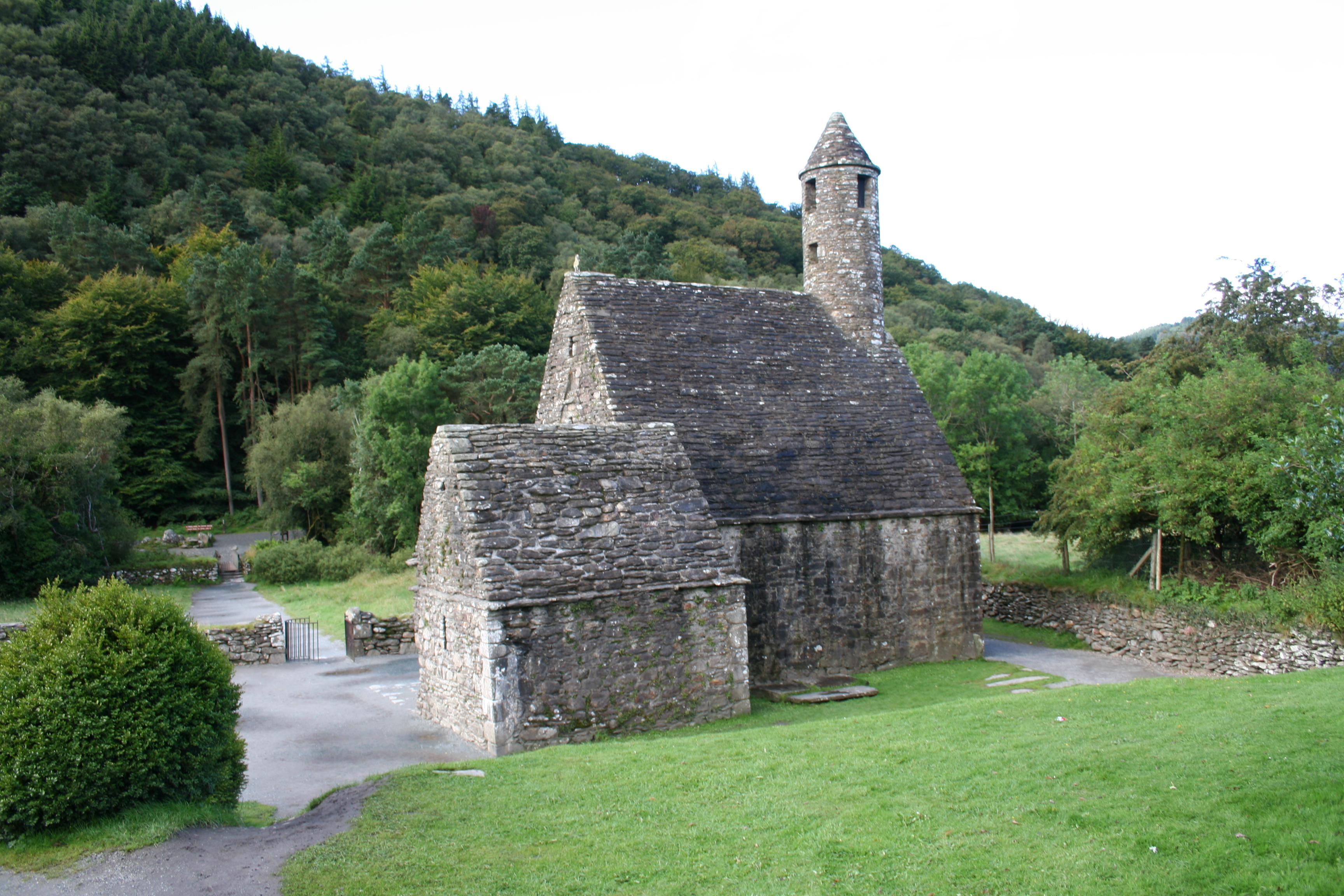
St Kevin´s Kitchen
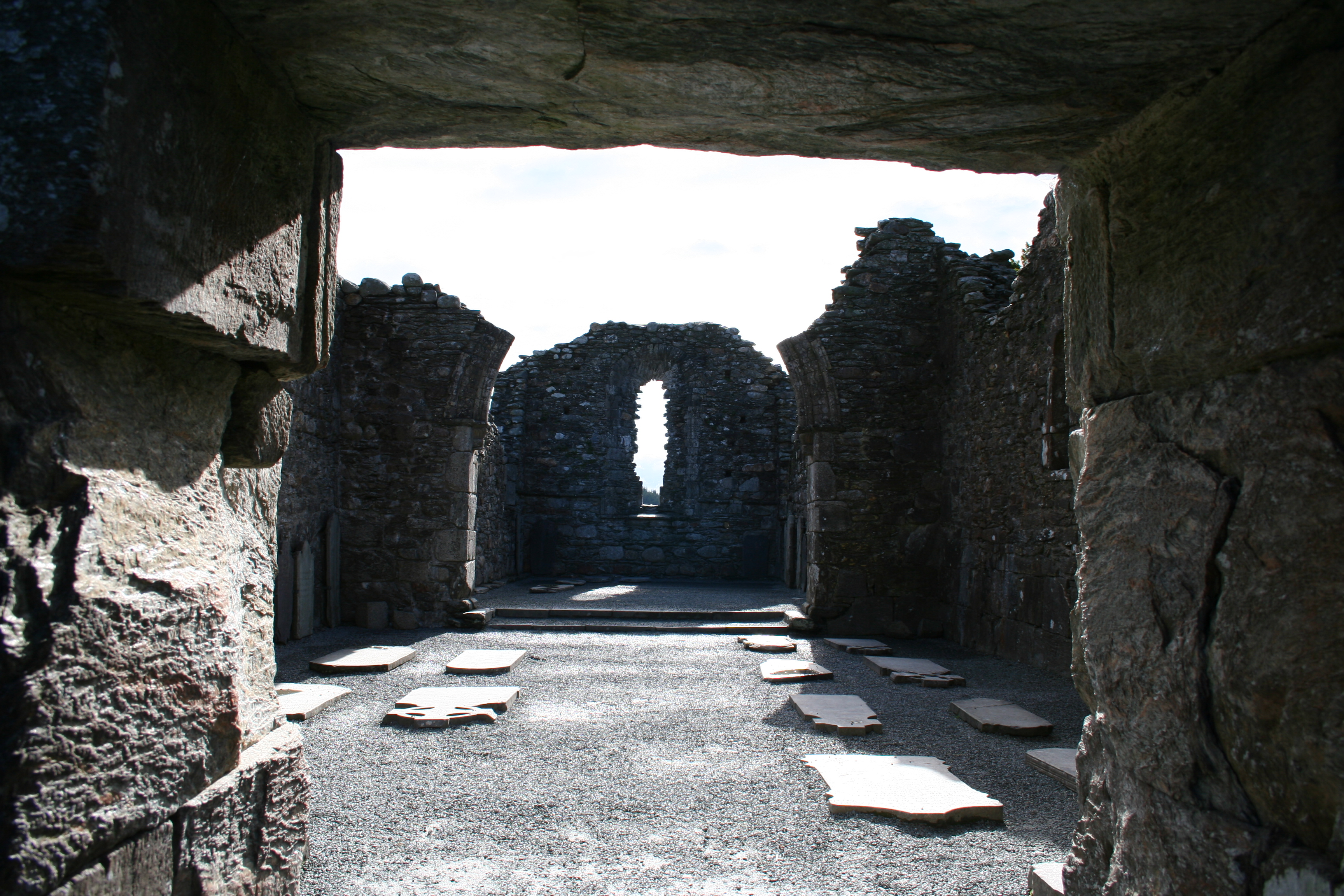
Catedral
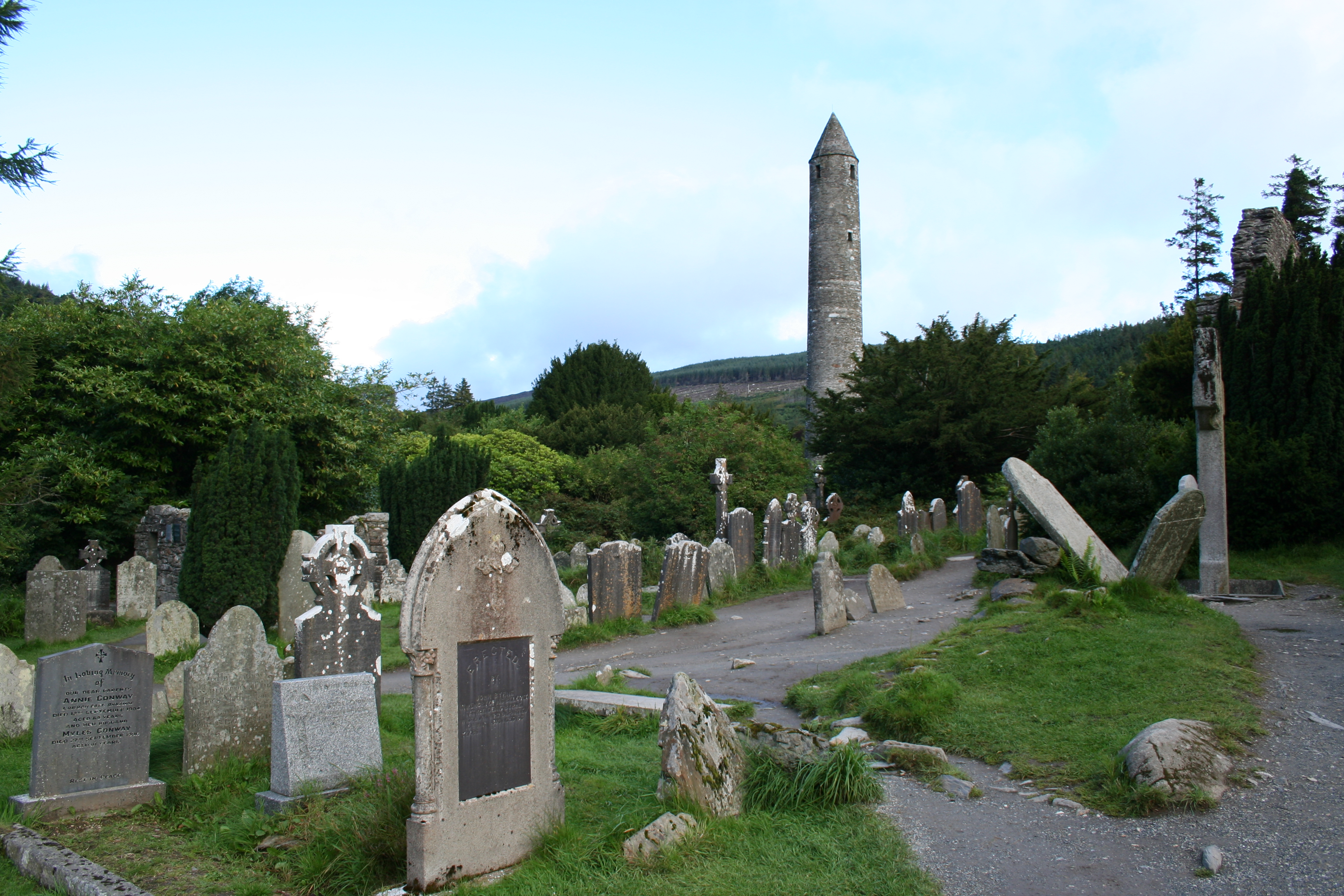
Torre y cementerio
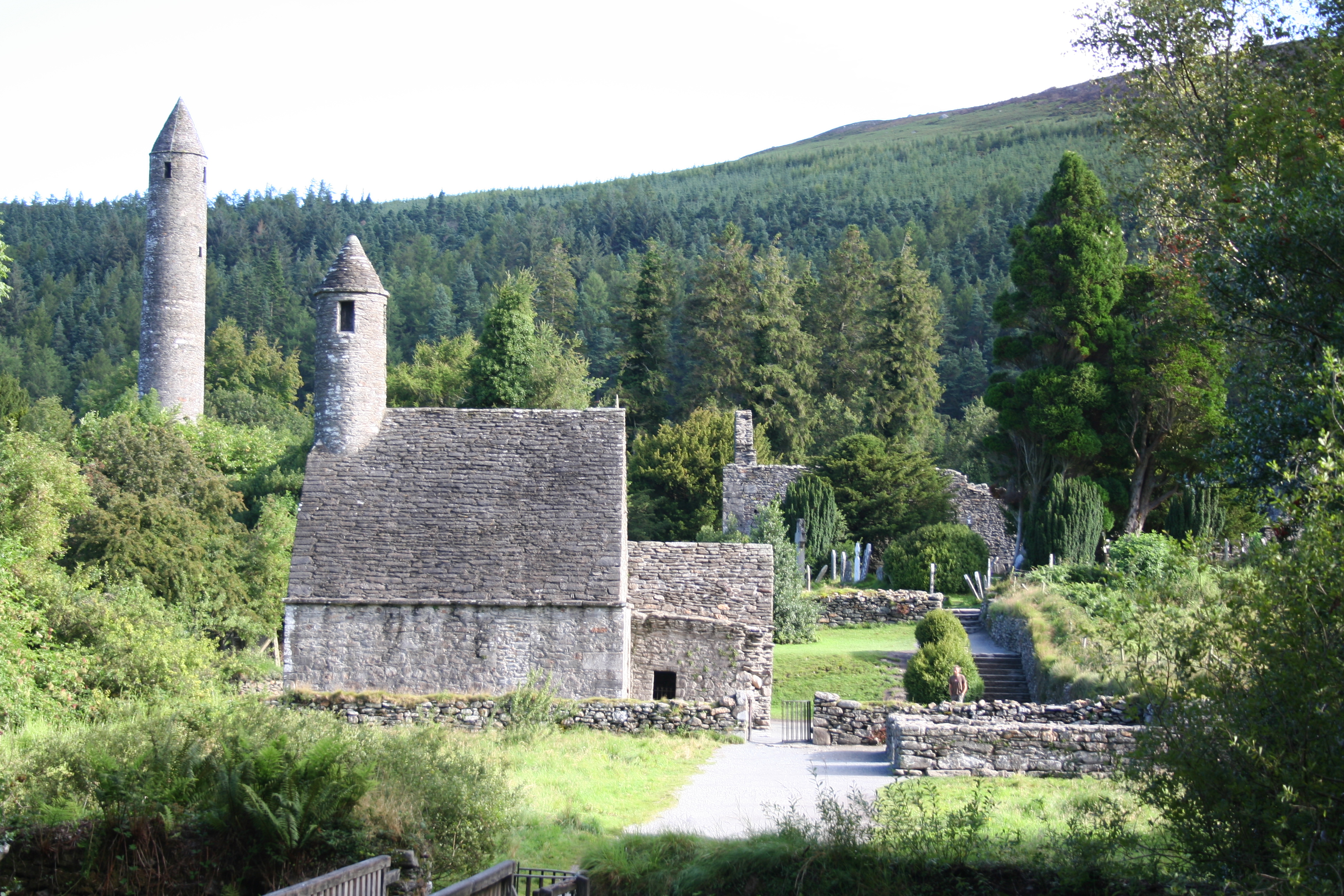
Imagen general de las ruinas del lago inferior
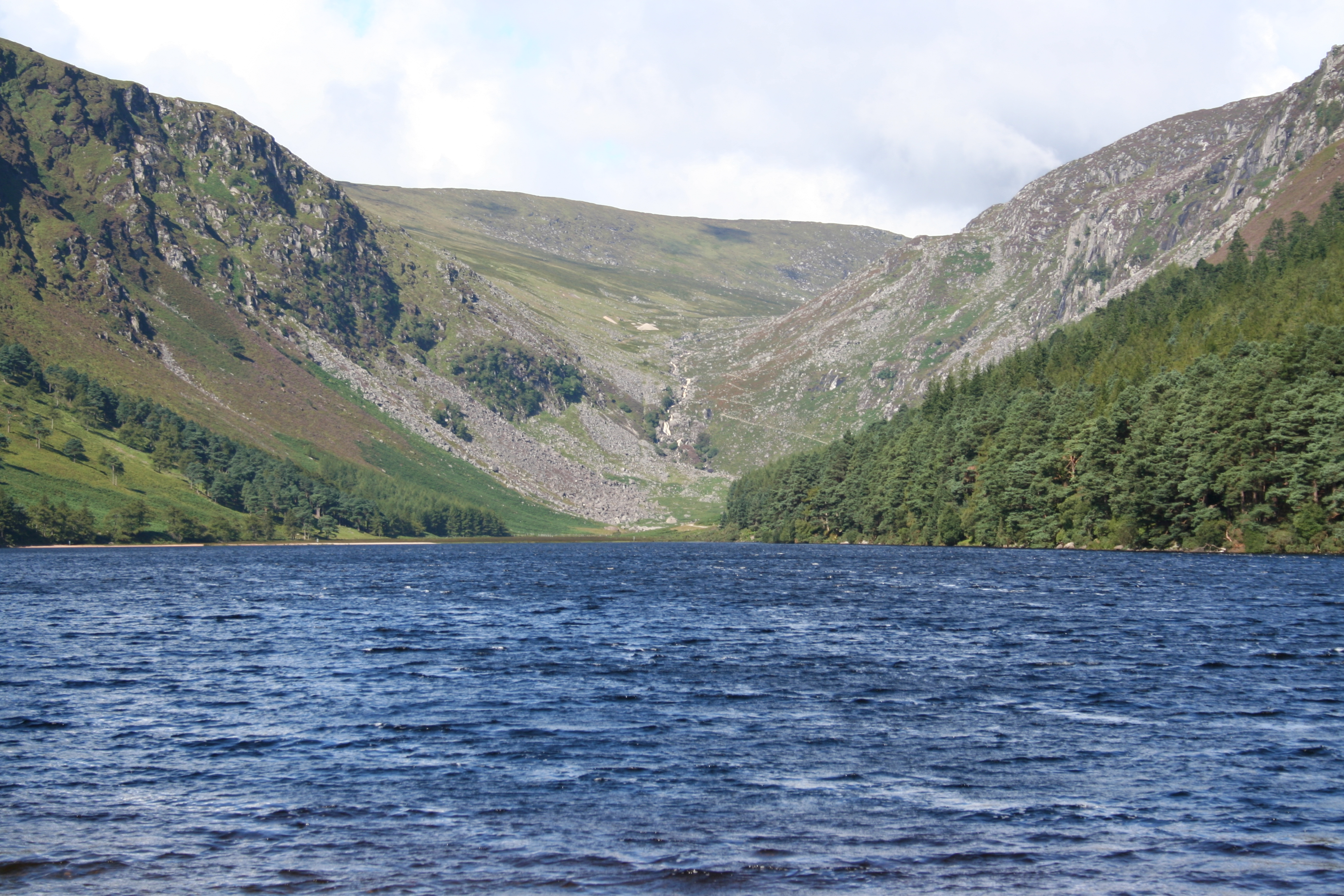
Lago superior
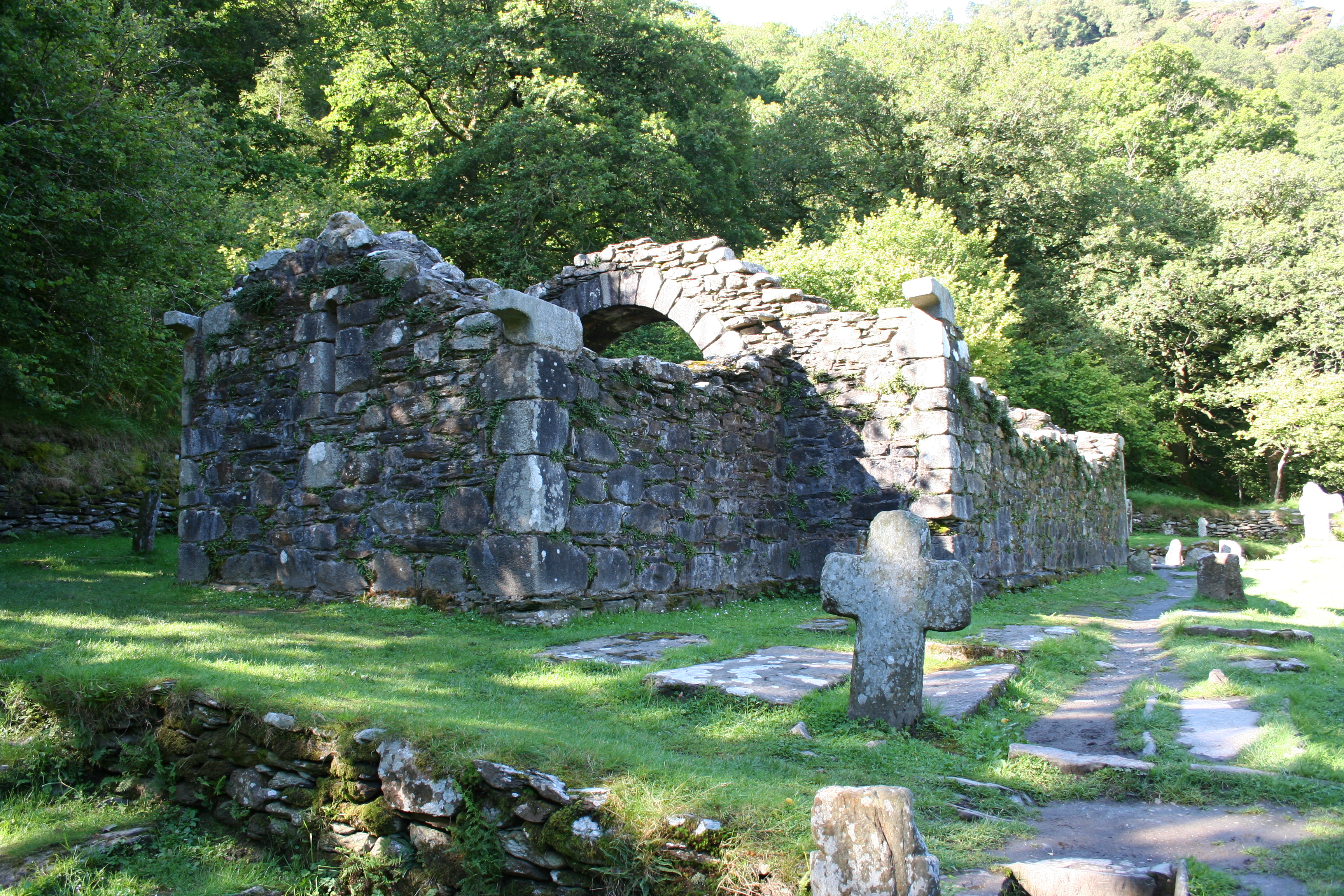
Iglesia Reefert
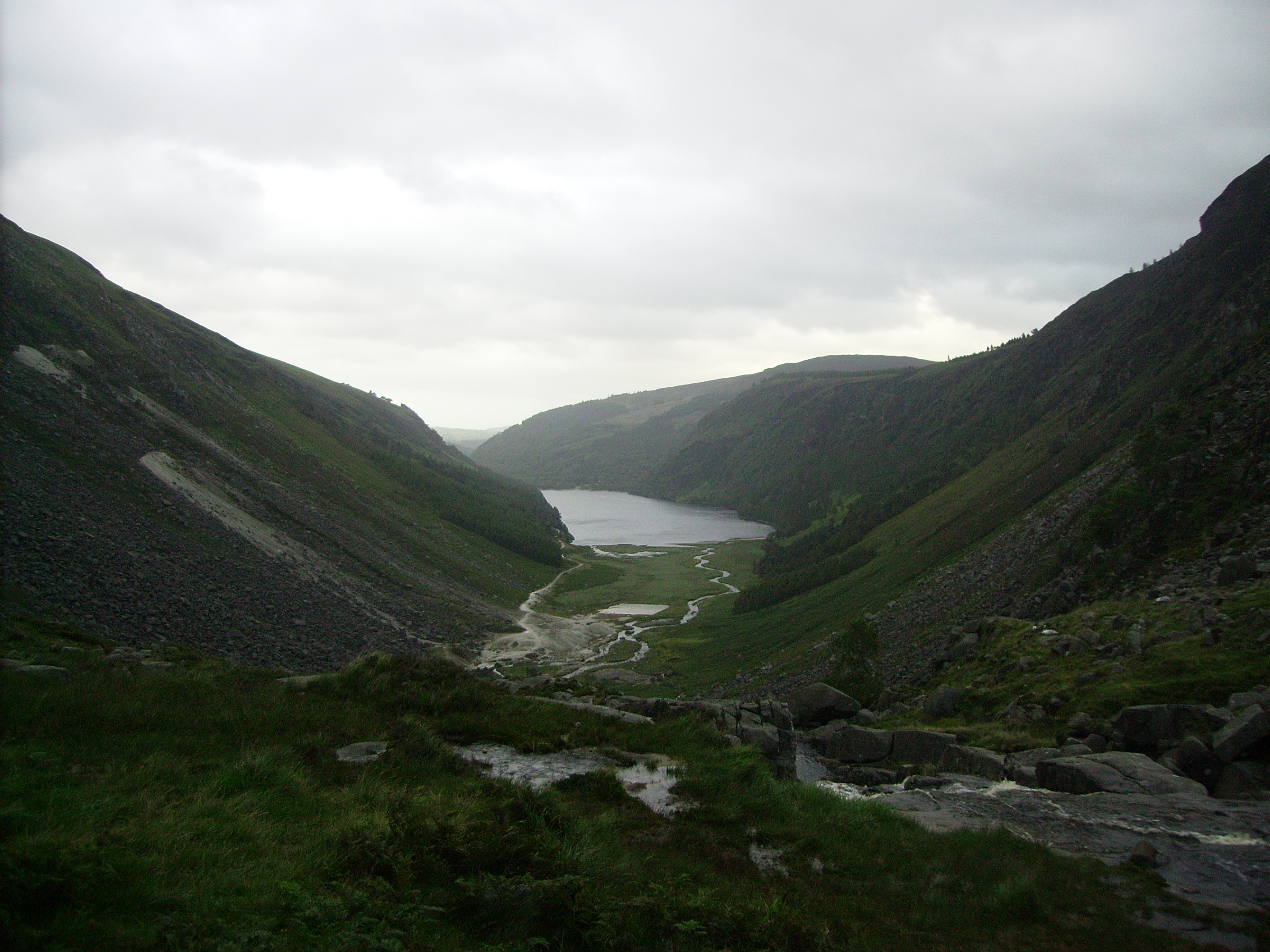
Valle del lago superior
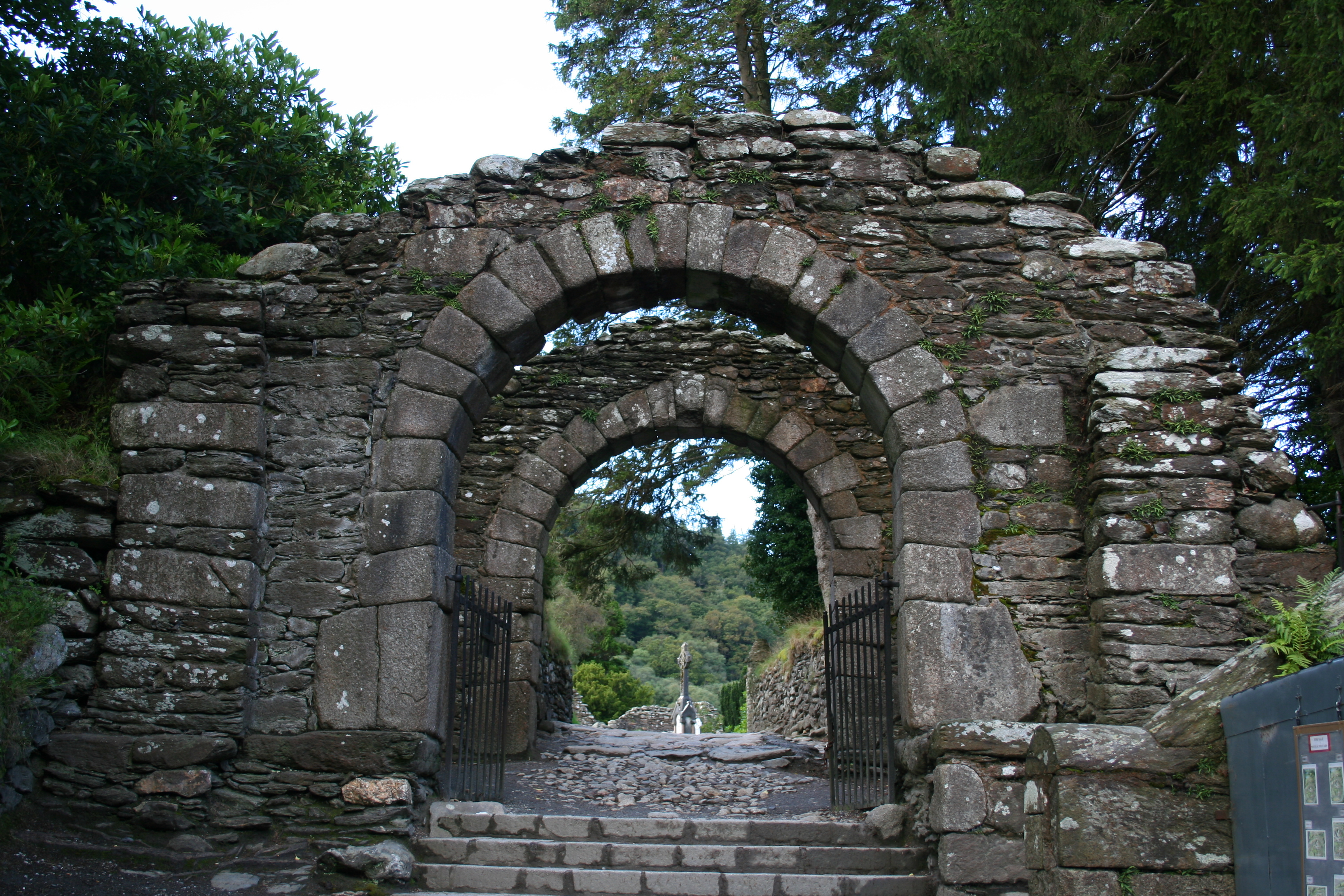
Casa del portero
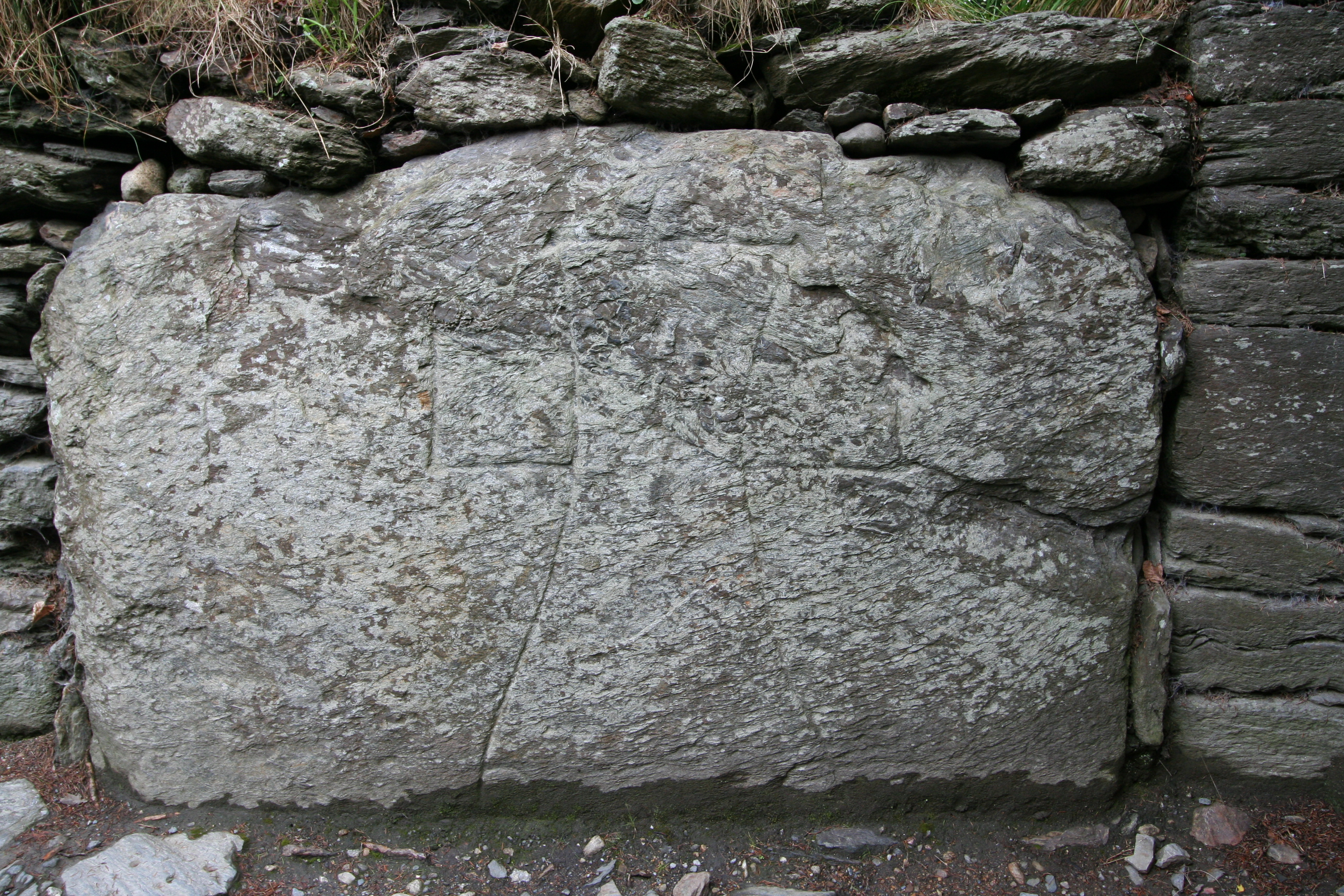
Cruz tallada en una piedra en la casa del portero
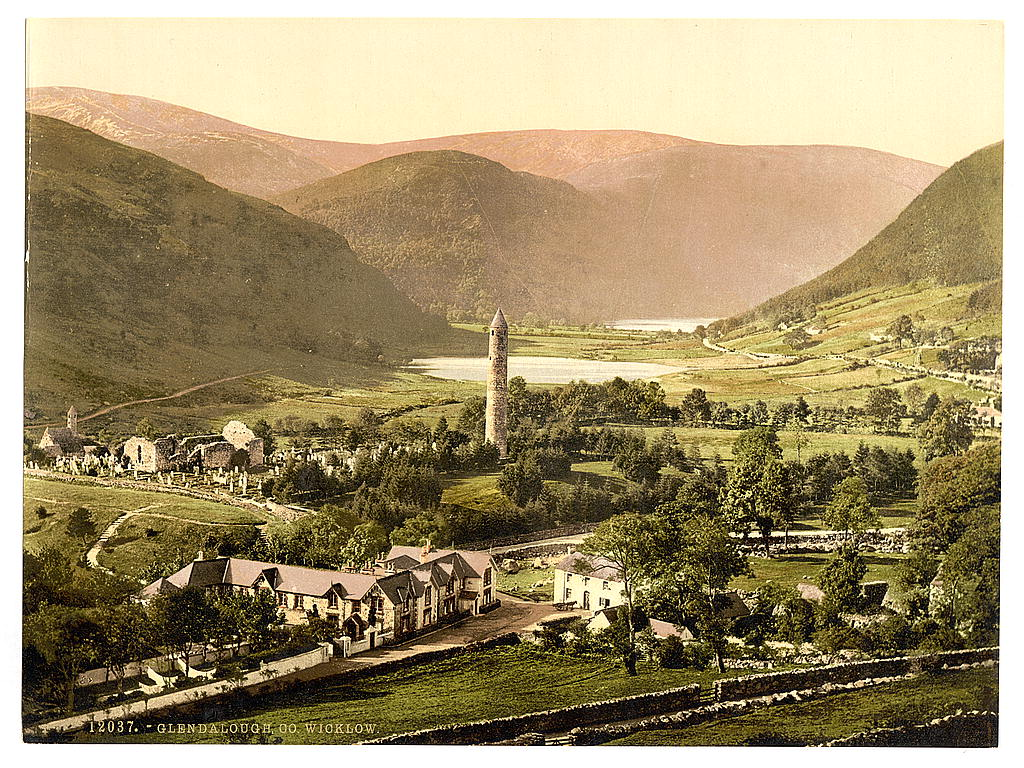
Imagen general